# Atle Lie McGrath
Atle Lie McGrath est un skieur alpin norvégien, né le 21 avril 2000. Il obtient sa première victoire en Coupe du monde en s'imposant dans le slalom de Flachau le 9 mars 2022.

## Biographie
Atle Lie McGrath nait dans le Vermont aux États-Unis avant que sa famille ne déménage à Oslo alors qu'il est âgé de deux ans. Son père américain, Felix McGrath a couru en équipe des États-Unis en Coupe du monde de 1984 à 1990 et a obtenu un podium en slalom. Sa mère norvégienne Selma K. Lie est une ancienne skieuse de fond, . 
Il pratique au plus jeune âge de nombreux sports, notamment le football jusqu'à ses 15 ans, et représente, comme son coéquipier en équipe de Norvège de ski alpin Lucas Braathen, le club de Bærum. Il obtient des podiums dans toutes les disciplines sur le circuit FIS à partir de la saison 2017-2018, puis dans la Coupe d'Europe en 2019-2020, qu'il remporte. Il prend son premier départ en Coupe du monde en disputant le slalom géant d'Adelboden le 12 janvier 2019, et marque ses premiers points en géant parallèle avec une 24e place à Alta Badia en décembre de la même année. Intégré dans l'équipe de Norvège pour la saison 2020-2021, et pour son quatorzième départ, il obtient le premier podium de sa carrière le 20 décembre 2020 en terminant 2e du slalom géant d'Alta Badia, à 7/100e de seconde d'Alexis Pinturault.  Trois semaines plus tard, il se blesse lourdement en chutant lors de la première manche du géant d'Adelboden, ce qui met un terme à sa saison. L'équipe de Norvège perd pour l'hiver, le même jour, son autre grand espoir du ski alpin et coéquipier de McGrath, Lucas Braathen qui se blesse lui aussi gravement en tombant sur la ligne d'arrivée de la deuxième manche, se classant en septième position.
Il remonte sur le podium le 25 janvier 2022 en prenant la deuxième place du slalom de Schladming à seulement 3/100e du vainqueur Linus Straßer. Le 9 mars, lors du slalom de Flachau il signe le deuxième temps de la première manche avec le dossard n°21, à 97/100e du plus rapide, Johannes Strolz, et 3/100e devant Clément Noël. Avant-dernier à « pousser le portillon » sur le deuxième tracé, il parvient à devancer Noël de 29/100e au temps total, puis Strolz commet une grosse faute en bas du tracé et termine quatrième, laissant la troisième place à Daniel Yule, à 64/100e de McGrath. « J'ai du mal à trouver les mots. J'ai plusieurs fois été très près du succès, c'est fou de chercher cette victoire ici, on rêve de grandes choses et c'est possible, j'en suis la preuve » dit le skieur américano-norvégien de 21 ans.

## Palmarès

### Jeux olympiques
| Épreuve / Édition | Slalom géant | Slalom |
| ----------------- | ------------ | ------ |
| JO 2022 Beijing   | Abandon      | 31e    |

### Championnats du monde
| Édition / Épreuve                | Slalom géant | Slalom | Super G | Combiné                          | Combiné par équipes              | Par équipes |
| -------------------------------- | ------------ | ------ | ------- | -------------------------------- | -------------------------------- | ----------- |
| Mondiaux 2023 Courchevel-Méribel | —            | —      | Abandon | 5e                               | Épreuve inexistante à cette date | —           |
| Mondiaux 2025 Saalbach           | 10e          | Argent | —       | Épreuve inexistante à cette date | Abandon                          | 7e          |

Légende :
- : première place, médaille d'or
- : deuxième place, médaille d'argent
- : troisième place, médaille de bronze
- : pas d'épreuve
- — : Non disputée par Atle Lie McGrath

### Coupe du monde
- Meilleur classement général : 12e en 2022
- 15 podiums dont 3 victoires.

| Année/Classement | Général | Général | Descente | Descente | Slalom | Slalom | Slalom géant | Slalom géant | Super G | Super G | Combiné | Combiné | Parallèle | Parallèle |
| Année/Classement | Class.  | Points  | Class.   | Points   | Class. | Points | Class.       | Points       | Class.  | Points  | Class.  | Points  | Class.    | Points    |
| ---------------- | ------- | ------- | -------- | -------- | ------ | ------ | ------------ | ------------ | ------- | ------- | ------- | ------- | --------- | --------- |
| 2019-2020        | 133e    | 16      | -        | -        | 55e    | 9      | -            | -            | -       | -       | -       | -       | 35e       | 7         |
| 2020-2021        | 56e     | 148     | -        | -        | 44e    | 13     | 21e          | 120          | -       | -       | -       | -       | 16e       | 15        |
| 2021-2022        | 12e     | 534     | -        | -        | 3e     | 348    | 17e          | 126          | -       | -       | -       | -       | 3e        | 60        |
| 2022-2023        | 20e     | 364     | -        | -        | 11e    | 215    | 18e          | 104          | 30e     | 45      | -       | -       | -         | -         |

| Saison / Épreuve | Slalom          | Total |
| ---------------- | --------------- | ----- |
| 2021-2022        | Flachau Méribel | 2     |
| 2024-2025        | Wengen          | 1     |
| Total            | 3               | 3     |

### Championnats du monde junior
- Val di Fassa 2019 :
  -  Médaille d'argent au combiné.

### Coupe d'Europe
- 2 victoires (1 slalom géant, 1 en combiné), 12 podiums (slalom géant, slalom, Super-G et combiné). Vainqueur du classement général en 2019-2020

En date de février 2020